# 伊格爾村 (印地安納州)
伊格爾村（英語：Eagle Village）是位於美國印地安納州布恩縣的一個非建制地區。該地的面積和人口皆未知。

## 地理
伊格爾村的座標為39°57′38″N 86°14′44″W / 39.96056°N 86.24556°W，而該地的平均海拔高度為273米（即896英尺）。